# فلبوس سميك الساق
فلبوس سميك الساق (الاسم العلمي: Phyllobius crassipes) هو نوع من الحشرات يتبع جنس الفلبوس من فصيلة السوسية الحقيقية.